# Rue du Maréchal-Foch (Tarbes)
Pour les articles homonymes, voir Rue du Maréchal-Foch.
La rue du Maréchal-Foch (ou parfois rue Maréchal-Foch) est une voie de la commune de Tarbes, situé dans le quartier du  centre-ville, département des Hautes-Pyrénées en région Occitanie.

## Situation et accès

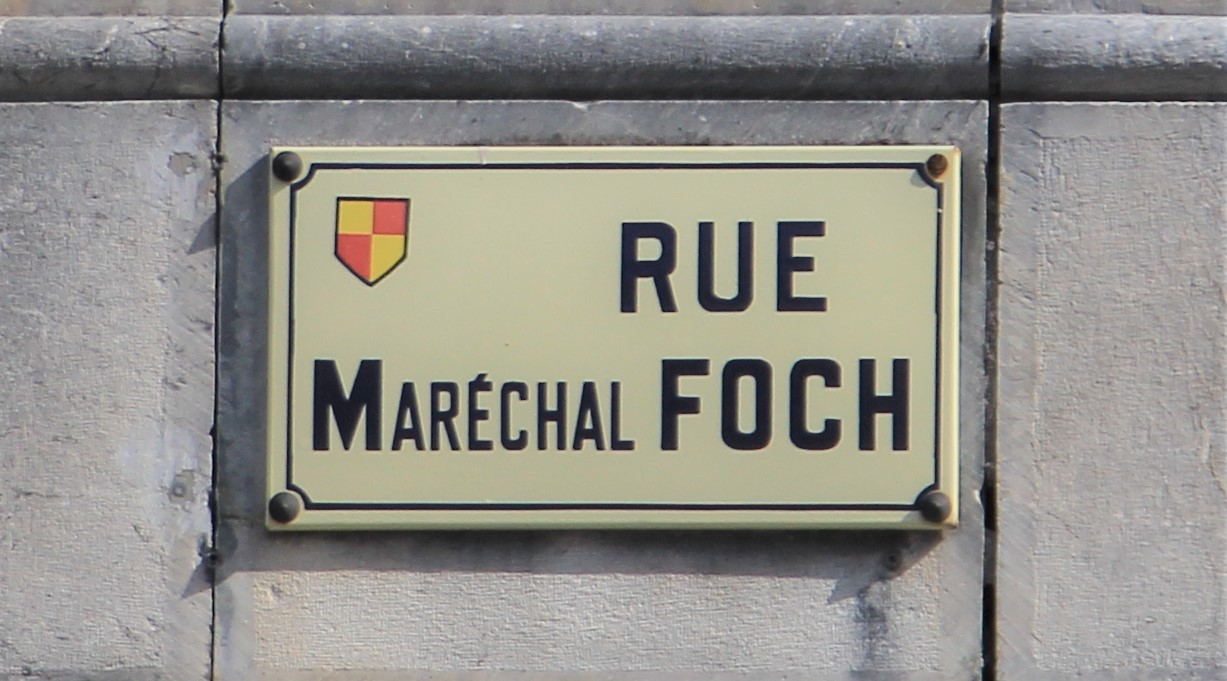
Plaque de la rue.

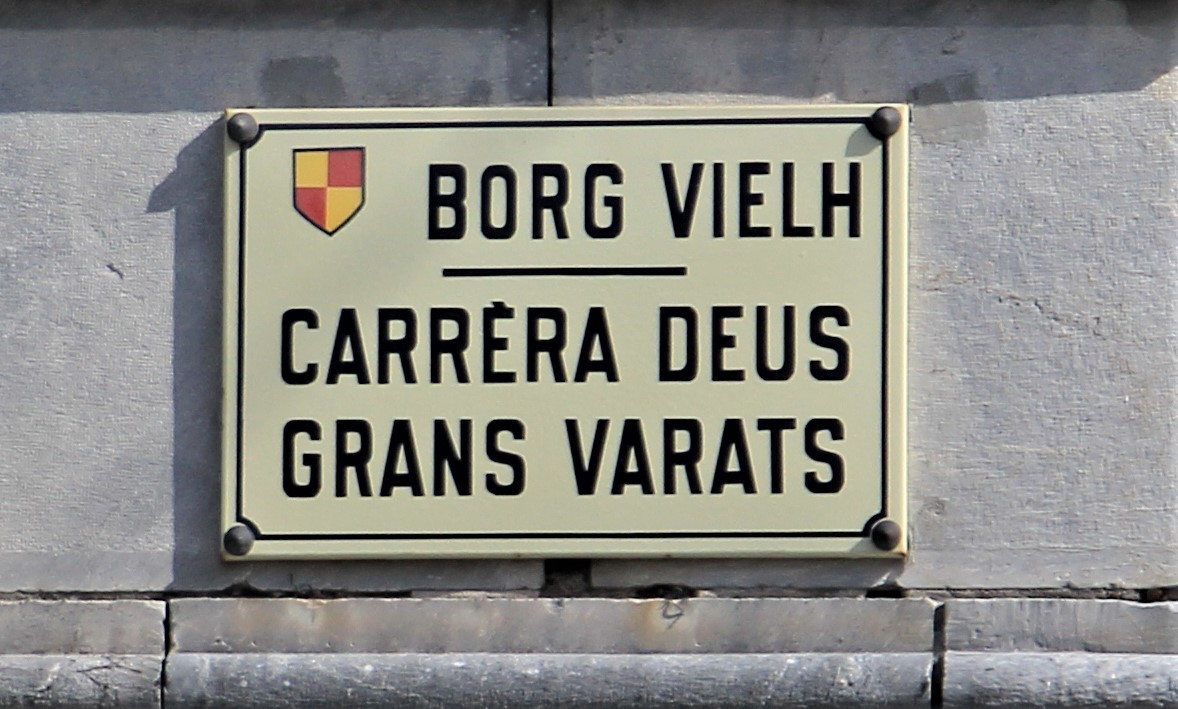
Plaque de l'ancienne dénomination : rue des Grands-Fossés.

Longue de 700 mètres à  sens unique dans le sens ouest-est, représentant une des artères commerçante du quartier du centre-ville, canton de Tarbes 2. La rue commence à l'ouest par la place de Verdun, elle est coupée par la place Jean-Jaurès (place de la mairie) et se termine à l'est par la place Marcadieu entre  la halle Marcadieu et l'église Sainte-Thérèse.

### Transports
La rue est  directement desservie par les transports en commun.

## Odonymie
L'avenue tient son nom en l'honneur de Ferdinand Foch, maréchal de France, le Généralissime de la Grande Guerre, le personnage le plus illustre natif de Tarbes.

## Historique
Dans le passé la rue Maréchal-Foch se nommait la rue des Grands-Fossés (carrèra deus grans varats) et fut prolongée en 1867 du vieux bourg (borg vielh) jusqu’à la place Marcadieu au bourg neuf (borg nau).
C’est le 28 septembre 1919 que la rue fut renommée lors d'une cérémonie en présence du Maréchal Foch.

## Bâtiments principaux
- No 8 : Tribunal de Grande Instance;
- No 28 : Galeries Lafayette ;
- No 32 : Monument à Danton sur la place de la mairie.

## Galerie d'images

Sélection de vues de la rue.
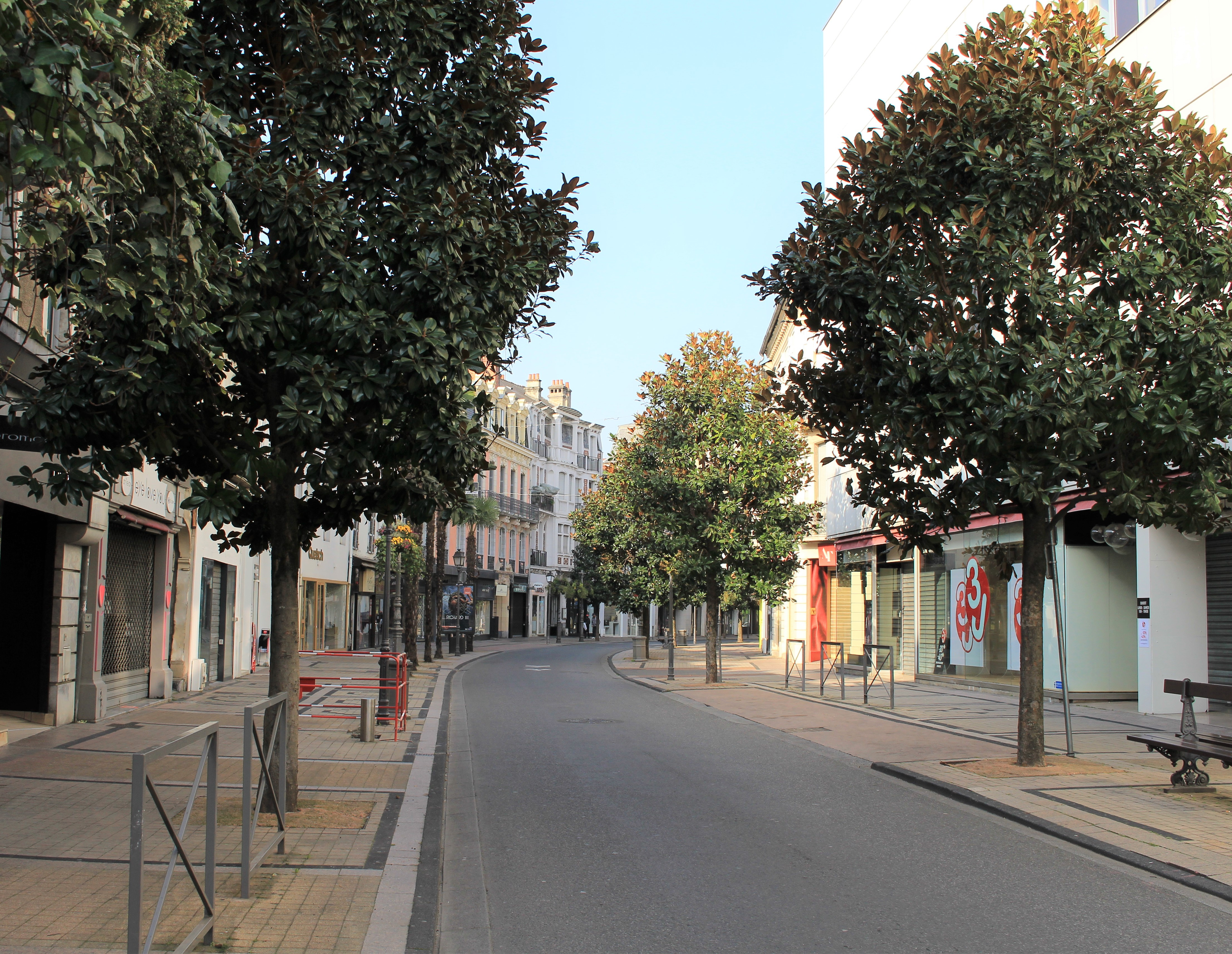
Centre de la rue.
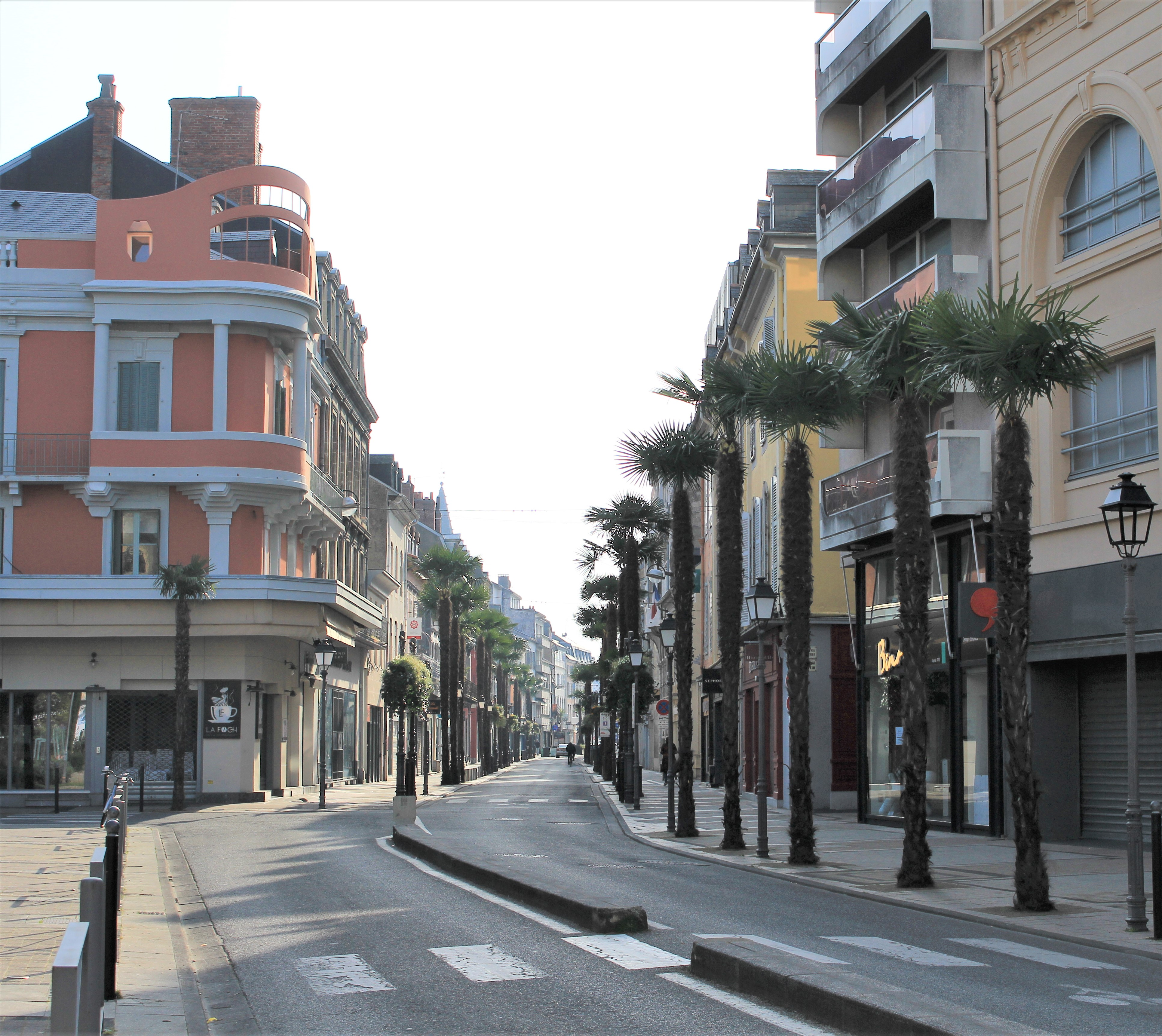
Face à la mairie.